# Lorentz Fisker
 For alternative betydninger, se Henrik Fisker. (Se også artikler, som begynder med Henrik Fisker)
Lorentz Henrik Fisker (5. oktober 1753 i København – 1. januar 1819 sammesteds) var en dansk søofficer, far til Hans Fisker.

## Ungdom og uddannelse
Han var søn af Henrik Fisker. I sin barndom ledsagede han sin fader på dennes mange sørejser på Levanten og erhvervede sig derved så megen erfaring, at han 9 år gammel udnævntes til volontærkadet og 14 år gammel (1767) til sekondløjtnant. Allerede 1761 fulgte Lorentz med sin fader, som var chef for orlogsskibet Grønland, på et togt til Middelhavet. Togtets hovedformål var at bringe medlemmerne af den kongelige danske videnskabelige ekspedition til Arabia Felix til Konstantinopel.
Da Grønland på udrejsen anløb Malta, var Lorentz blevet syg, og faderen efterlod derfor drengen her, i pleje hos nogle nonner. Da skibet på hjemturen atter kom til Malta, var han blevet rask og kunne gå om bord igen. Fem og tredive år senere, i 1796, var Lorens Fisker selv chef, nemlig for fregatten Thetis, som ligeledes foretog et togt til Middelhavet og herunder flere gange anløb Malta. En af de omtalte nonner var i mellemtiden blevet abbedisse, og da hun hørte at hendes tidligere patient var ankommet, sendte hun daglig et sølvfad med "veludspekkede Kager" ned til fregatten. Kilde til denne rørende historie er breve som Fisker i 1796 sendte til sin hustru, og som blev aftrykt af Just Mathias Thiele i hans Thorvaldsens Ungdomshistorie (1851).
1773 avancerede han til premierløjtnant, 1781 til kaptajnløjtnant, 1789 til kaptajn, 1797 til kommandørkaptajn, 1804 til kommandør, 1809 blev han kontreadmiral og tog i slutningen af det påfølgende år sin afsked af tjenesten.

## Deltagelse i den nordamerikanske frihedskrig
1770-71 var han tjenstgørende i linjeskibet Sophie Magdalene under admiral Frederik Christian Kaas på dennes uheldige togt mod Algier. 1778 gik Fisker tillige med en del andre danske søofficerer i fransk orlogstjeneste, ansattes først i admiral Grasses stab og var senere næstkommanderende på forskellige franske fregatter. 1779 deltog han i erobringen af den engelske ø Grenada og det derpå følgende søslag; i linjeskibet Le dauphin royal deltog han under grev Guichons kommando i 3 bataljer mod englænderne under Rodney, var derefter med til indtagelsen af Yorktown, hvor general Charles Cornwallis med 6000 mand måtte overgive sig. Efter flere andre kampe, hvor han deltog i erobringen af 2 engelske korvetter,
overværede han 12. april 1782 det berømte søslag ved Dominique, hvor Rodney overvandt grev de Grasse. Han modtog ordenen Pour le mérite militaire, og den franske regering udtalte gennem departementet for udenlandske affærer sin anerkendelse af Fiskers optræden. Efter fredsslutningen 1783 hjemkaldtes han og udnævntes til generaladjudant.

## Hjemme igen
Efter en virksom tjeneste, hvor han dels var skibschef, dels optog kystbeskrivelser og kort over de danske og norske kyster, ansattes han 1788 som adjudant hos den russiske admiral von Dessen, der kommanderede en kombineret dansk-russisk eskadre; herved kom han til at deltage i forhørene i den benzelstjernaske sag. Han var den, der pågreb løjtnant Lars Benzelstjerna, da denne, hvis plan det var at opbrænde den russiske flåde i København, forklædt som kusk på den svenske gesandts vogn ville flygte fra staden. 1789 giftede han sig med Charlotte Amalie Kofoed (1767-1865), datter af etatsråd Hans Koefoed, direktør for Generalpostamtet og fængselsvæsenet.
Indtil 1801 var Fisker i uafbrudt virksomhed; 5 gange skibschef, deriblandt 1796-97 på den nævnte fregat Thetis, med hvilken Thorvaldsen rejste til Italien. Fisker fortsatte rejsen til Tripolis, hvor han i nogle måneder forhandlede med Pashaen uden at opnå noget resultat. I maj 1797 afløstes han af Steen Andersen Bille, der kom til Middelhavet med en større søstyrkefor at udkæmpe det der blev til Søslaget ved Tripoli, hvorefter Fisker gik hjem med Thetis. Han var derefter chef for orlogsskibe i 1799 og 1800, det sidste år tillige flagkaptajn. I mellemtiden berejste han kysterne for at anlægge kystbatterier og træffe andre forsvarsforanstaltninger; han var den første, som opfandt den optiske telegraf, og han opstillede i 1801 sådanne apparater på forskellige steder. I selve kampen på Reden 2. april 1801 tog han derimod ikke del.

## Aktiv tjeneste i Norge
Efter at have været beskæftiget i Norge ved indrulleringen indtrådte han 1806 i Konstruktionskommissionen, men var atter året efter ved fjendtlighedernes udbrud ubeskæftiget. I en meget djærv skrivelse til kronprinsregenten forlangte han da at komme i virksomhed på ny og henledte opmærksomheden på Norges ubeskyttede tilstand. Svaret faldt tilfredsstillende ud, han fik ansættelse som generaladjudant for Søetaten hos den i Norge kommanderende prins Christian August af Augustenborg og snart efter som chef for hele den derværende flydende defension, hvis organisation allerede var påbegyndt af Jens Schow Fabricius og Hans Christian Sneedorff. Med en utrættelig iver tog han fat på dette besværlige arbejde og havde allerede året efter stillet en ret anselig styrke af kanonbåde og armerede småskibe på benene foruden havneforsvar, kystmilits o.m.a.
27. april 1808 foretog han med 24 kanonfartøjer en diversion over mod Strömstad på den svenske grænse, men da han ved Furuholm (Hvaløerne) mødte modstand af 5 svenske kanonbåde under kommando af kaptajn Nordberg, hvilke, dækkede af skær og understøttede af en del landtropper, havde indtaget en meget stærk stilling, måtte han efter halvanden times kamp trække sig tilbage, da de norske kanonbådes raperter var for svage til at taale beskydningen. Affærens udfald mødte stærk kritik, men kan dog næppe lægges ham meget til last, da en forcering af sundet ville have kostet meget blod uden synderligt udbytte.
Fra Norge indsendte han 1809 forslag til erobring af Helgoland samt tilbageerobring af Anholt; kun sidstnævnte kom imidlertid til udførelse året efter; det lededes af Jørgen Conrad de Falsen, men mislykkedes totalt. Med krigsfartøjerne i Norge gjordes derimod adskillige erobringer af engelske orlogsskibe og koffardimænd, i alt 2 brigger, 1 kutter og 107 handelsskibe. 1809 dekoreredes han med Kommandørkorset af Dannebrog.

## Strid med kolleger og Admiralitetet
Lorentz Fisker havde personligt lagt planen til de norske briggers angreb på en stor engelsk konvoj i Skagerrak i juli 1810. Planen lykkedes fuldstændigt, idet 48 skibe opbragtes og indbragtes til forskellige norske havne og prisedømtes. Ved den derefter afholdte auktion over skibe og ladninger indkom 5,2 mio. Rdl. kurant. Men Fisker led den skuffelse, at han af prisepengene kun fik flagmands part, medens parten for den højstkommanderende af Admiralitetskollegiet blev tillagt statholderen, der ikke havde haft noget med affæren at gøre. Da Fisker allerede på et tidligere tidspunkt havde foretaget en uddeling af prisepenge til det ham underlagte mandskab, nedlagde Michael Bille protest mod fordelingen. Dette gav anledning til en for Fisker meget ubehagelig konflikt først med Bille og senere med Kollegiet; en strid, der først fandt blev afsluttet 1816 og i høj grad forbitrede tilværelsen for Fisker.
Da hans helbred samtidig under den meget anstrengende tjeneste i Norge samtidig blev mere og mere svækket, og forholdet til Admiralitetet, hos hvis mest indflydelsesrige medlem, Steen Andersen Bille, han ikke mente at få den fornødne støtte, efterhånden blev noget spændt, søgte han flere gange sin afsked og erholdt den endelig 1810. Fisker rejste til Danmark, hvor han 1812 for sine prisepenge, der androg ca. 400.000 Rdl., købte arvefæstegården Hellestrup og en part af Kærup ved Ringsted. Samme år udnævntes han til Storkors af Dannebrog og levede til sin død den 1. januar 1819.
Fisker var en virksom, modig og nidkær officer, i sit private liv i høj grad afholdt og æret. Hans mange udmærkede egenskaber både som menneske og kriger er vistnok næppe blevet til fulde anerkendt her i Danmark, hvor hans djærve væsen og ligefremme karakter fandt modstandere; at han derimod i Norge høstede fortjent påskønnelse, fremgår bl.a. deraf, at han af byen Vallø, blandt hvis befolkning han en tid lang opholdt sig, udnævntes til
æresborger.
Han er begravet på Holmens Kirkegård. Der findes en portrættegning udført af Thorvaldsen 1796 på Frederiksborgmuseet.